# 정재원 (배우)
정재원(1987년 1월 8일 ~ )은 대한민국의 배우이다.

## 영화
- 2019년 《신의 한 수: 귀수편》 - 88기원 바둑기사 역 (단역)
- 2021년 《인질》 - 용태 역 (본작의 서브 남주인공)

## 드라마
- 2016년: MBC 《운빨로맨스》
- 2016년: TvN 《안투라지》
- 2017년: SBS 《사임당, 빛의 일기》
- 2022년: 디즈니+ 《변론을 시작하겠습니다》 - 이귀동 역
- 2022년: KBS 《진검승부》 - 민구 역
- 2023년: tvN 《구미호뎐 1938》 - 우시우치보 역 (일본의 요괴)
- 2025년: JTBC 《굿보이》 - 광세 역